# Tomohiko Ikoma
Tomohiko Ikoma (生駒 友彦, Ikoma Tomohiko, Hyogo, 25 augustus 1932 – Kobe, 27 april 2009) was een Japans voetballer die als doelman speelde.

## Clubcarrière
In 1951 ging Ikoma naar de Kwansei Gakuin University, waar hij in het schoolteam voetbalde. Ikoma veroverde er in 1953 en 1955 de Beker van de keizer. Nadat hij in 1955 afstudeerde, ging Ikoma spelen voor Mitsubishi Motors. 1965 werd de ploeg opgenomen in de Japan Soccer League, de voorloper van de J1 League. Ikoma beëindigde zijn spelersloopbaan in 1966.

## Japans voetbalelftal
Tomohiko Ikoma debuteerde in 1955 in het Japans nationaal elftal en speelde 5 interlands.

## Statistieken
| Japans voetbalelftal | Japans voetbalelftal | Japans voetbalelftal |
| Jaar                 | Wed.                 | Dlp.                 |
| -------------------- | -------------------- | -------------------- |
| 1955                 | 5                    | 0                    |
| Totaal               | 5                    | 0                    |